# Odoardo II Farnese
Odoardo II Farnese (Colorno, 12 agosto 1666 – Parma, 6 settembre 1693) era il figlio ed erede del duca Ranuccio II Farnese di Parma e Piacenza. Sua madre era Isabella d'Este, seconda moglie di Ranuccio, che morì 9 giorni dopo averlo dato alla luce.

## Biografia

### Infanzia
Nacque da Ranuccio II Farnese e da Isabella d'Este (1635-1666), seconda moglie di Ranuccio, che morì 9 giorni dopo averlo dato alla luce.

### Matrimonio

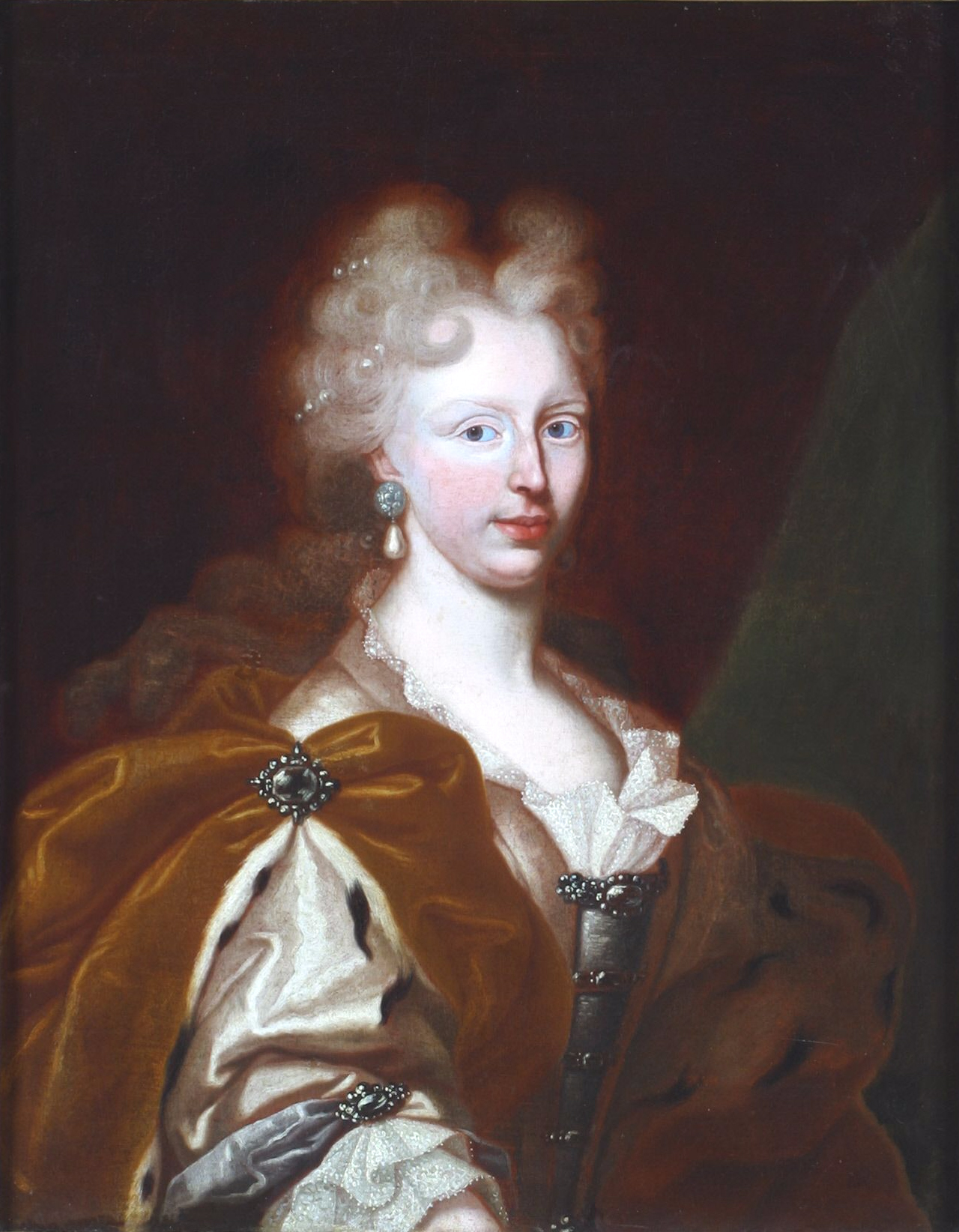
Dorotea Sofia di Neuburg ritratta da Giovanni Maria delle Piane nel XVIII secolo, Stadtmuseum, Düsseldorf

Sposò Dorotea Sofia di Neuburg, figlia dell'Elettore palatino del Reno Filippo Guglielmo, il 17 maggio 1690.

### Morte
Odoardo premorì al padre, pertanto non governò mai il Ducato di Parma e Piacenza. 
La sua vedova, Dorotea Sofia di Neuburg sposò in seconde nozze, l'8 dicembre 1695 il fratello di Odoardo, Francesco Farnese, che divenne duca alla morte del padre nel 1694.

## Discendenza
Odoardo e Dorotea Sofia di Neuburg ebbero due figli:
- Alessandro Ignazio (6 dicembre 1691 - 5 agosto 1693);
- Elisabetta Farnese (25 ottobre 1692 - 11 luglio 1766), che, nel 1714, sposò Filippo V di Spagna.

## Ascendenza
|                       |                    |                           | Genitori                        |  |  | Nonni |  |  | Bisnonni           |  |  | Trisnonni          |  |
|                       |                    |                           |                                 |  |  |       |  |  | Ranuccio I Farnese |  |  | Alessandro Farnese |  |
|                       |                    |                           |                                 |  |  |       |  |  | Ranuccio I Farnese |  |  | Alessandro Farnese |  |
|                       |                    | Maria d'Aviz              |                                 |  |  |       |  |  | Ranuccio I Farnese |  |  |                    |  |
| Odoardo I Farnese     |                    |                           |                                 |  |  |       |  |  | Ranuccio I Farnese |  |  |                    |  |
|                       |                    | Margherita Aldobrandini   | Giovanni Francesco Aldobrandini |  |  |       |  |  |                    |  |  |                    |  |
|                       |                    | Margherita Aldobrandini   | Giovanni Francesco Aldobrandini |  |  |       |  |  |                    |  |  |                    |  |
|                       |                    | Margherita Aldobrandini   | Olimpia Aldobrandini            |  |  |       |  |  |                    |  |  |                    |  |
| Ranuccio II Farnese   |                    | Margherita Aldobrandini   |                                 |  |  |       |  |  |                    |  |  |                    |  |
|                       |                    | Cosimo II de' Medici      | Ferdinando I de' Medici         |  |  |       |  |  |                    |  |  |                    |  |
|                       |                    | Cosimo II de' Medici      | Ferdinando I de' Medici         |  |  |       |  |  |                    |  |  |                    |  |
|                       |                    | Cosimo II de' Medici      | Cristina di Lorena              |  |  |       |  |  |                    |  |  |                    |  |
| Margherita de' Medici |                    | Cosimo II de' Medici      |                                 |  |  |       |  |  |                    |  |  |                    |  |
|                       |                    | Maria Maddalena d'Austria | Carlo II d'Austria              |  |  |       |  |  |                    |  |  |                    |  |
|                       |                    | Maria Maddalena d'Austria | Carlo II d'Austria              |  |  |       |  |  |                    |  |  |                    |  |
|                       |                    | Maria Maddalena d'Austria | Maria Anna di Wittelsbach       |  |  |       |  |  |                    |  |  |                    |  |
| Odoardo II Farnese    |                    | Maria Maddalena d'Austria |                                 |  |  |       |  |  |                    |  |  |                    |  |
|                       | Alfonso III d'Este | Cesare d'Este             |                                 |  |  |       |  |  |                    |  |  |                    |  |
|                       | Alfonso III d'Este | Cesare d'Este             |                                 |  |  |       |  |  |                    |  |  |                    |  |
|                       | Alfonso III d'Este | Virginia de' Medici       |                                 |  |  |       |  |  |                    |  |  |                    |  |
| Francesco I d'Este    | Alfonso III d'Este |                           |                                 |  |  |       |  |  |                    |  |  |                    |  |
|                       |                    | Isabella di Savoia        | Carlo Emanuele I di Savoia      |  |  |       |  |  |                    |  |  |                    |  |
|                       |                    | Isabella di Savoia        | Carlo Emanuele I di Savoia      |  |  |       |  |  |                    |  |  |                    |  |
|                       |                    | Isabella di Savoia        | Caterina Michela d'Asburgo      |  |  |       |  |  |                    |  |  |                    |  |
| Isabella d'Este       |                    | Isabella di Savoia        |                                 |  |  |       |  |  |                    |  |  |                    |  |
|                       |                    | Ranuccio I Farnese        | Alessandro Farnese              |  |  |       |  |  |                    |  |  |                    |  |
|                       |                    | Ranuccio I Farnese        | Alessandro Farnese              |  |  |       |  |  |                    |  |  |                    |  |
|                       |                    | Ranuccio I Farnese        | Maria d'Aviz                    |  |  |       |  |  |                    |  |  |                    |  |
| Maria Farnese         |                    | Ranuccio I Farnese        |                                 |  |  |       |  |  |                    |  |  |                    |  |
|                       |                    | Margherita Aldobrandini   | Giovanni Francesco Aldobrandini |  |  |       |  |  |                    |  |  |                    |  |
|                       |                    | Margherita Aldobrandini   | Giovanni Francesco Aldobrandini |  |  |       |  |  |                    |  |  |                    |  |
|                       |                    | Margherita Aldobrandini   | Olimpia Aldobrandini            |  |  |       |  |  |                    |  |  |                    |  |
|                       |                    | Margherita Aldobrandini   |                                 |  |  |       |  |  |                    |  |  |                    |  |